# Rock Around the Clock
Rock Around the Clock ist ein Rock-’n’-Roll-Song aus dem Jahr 1954. Er wurde durch die Band Bill Haley & His Comets bekannt und gehört zu den umsatzstärksten Plattenerfolgen. Er startete die Zeit des Rock-’n’-Roll und markiert die Geburtsstunde der modernen Popmusik. Lillian Roxon bezeichnete den Song gar als „Marseillaise einer weltweiten Teenager-Revolution“.

## Entstehungsgeschichte
Die wahren Hintergründe um die Komposition des Songs, der später der erfolgreichste Rocksong wurde, lassen sich aufgrund widersprüchlicher Aussagen der Autoren und Beteiligten, die alle bereits verstorben sind, nicht mehr restlos aufklären. In einem Songwriter-Agreement zwischen Freedman, Jimmy DeKnight und Jack Howard vom 23. Oktober 1952 ist festgehalten, dass der epochale Song bereits im Oktober 1952 in Arbeit war. Als Autoren werden in der Literatur Max C. Freedman und Jimmy Myers (unter dem Pseudonym „Jimmy DeKnight“) genannt, offiziell zum Copyright angemeldet wurde der Song von Jimmy Myers. Nach Jim Dawson gab Max C. Freedman die Komposition des Clock-Songs Anfang 1953 Harry Filler, einem örtlichen Notenvervielfältiger. Im original handgeschriebenen Dokument ist oben rechts festgehalten words & music by Max C. Freedman, der Name Jimmy DeKnight ist dort nicht aufgeführt. Bis auf seine Interviews gibt es für Jimmy Myers’ aktive Beteiligung an dieser Komposition keine nachvollziehbaren Quellen.
Jimmy Myers hatte bereits seit Anfang 1953 immer wieder Dave Miller, dem Direktor von Haleys Plattenfirma Essex, nahegelegt, die Komposition von Bill Haley & His Comets aufnehmen zu lassen. Die aus dem Country & Western kommende Band Haleys, seinerzeit bekannt geworden unter dem Namen The Saddlemen, hatte bereits seit 1951 ebenso mit Coverversionen schwarzer R&B-Künstler, wie Rocket 88 (1951) und Rock the Joint (1952), die sie in ihr eigenes Rhythmussystem einpassten, Aufmerksamkeit erregt. Dave Miller jedoch, der mehr der Ansicht war, dass dieser Song nicht in das musikalische Profil seines Schützlings passte, lehnte eine Einspielung der Freedman-Komposition wiederholt ab. Doch Bill Haley selbst sah das anders und wurde mit seinem damaligen Manager Jack Howard einig, über die von Howard neu gegründete Plattenfirma Arcade Records den Clock-Song zu produzieren. Obwohl der Song bereits zum festen Repertoire von Bill Haley & His Comets zählte, konnte er ihn aufgrund seiner vertraglichen Verpflichtung zu Essex nicht selbst einspielen. Myers und Howard verpflichteten daraufhin auf Anraten Bill Haleys dessen Freund und Musikkollegen Sonny Dae, diesen 12-taktigen Blues aufzunehmen. Somit waren die weißen Musiker Sonny Dae, Hal Hogan und Art Buono, bekannt als Sonny Dae and his Knights, die ersten, die Rock Around the Clock über Arcade Records einspielten. Das Lied wurde am 20. März 1954 aufgenommen und nachfolgend als dreiundzwanzigste Single von Arcade Records veröffentlicht, erzielte jedoch in der Folge nur mäßigen Erfolg, vornehmlich in Philadelphia. Dies veranlasste Jack Howard bereits nach wenigen Wochen, sein Engagement für dieses Projekt einzustellen.

## Die Decca-Produktion
| Beteiligte der Decca-Produktion |
| Musiker Bill Haley & His Comets: - Bill Haley (Rhythmusgitarre/Gesang) - Billy Williamson (Steel Guitar) - Joey D’Ambrosia (Tenor-Saxophon) - Johnny Grande (Klavier) - Marshall Lytle (Bass) Session-Musiker: - Danny Cedrone (Lead-Gitarre) - Billy Gussak (Schlagzeug) Produktion/Technik: - Milt Gabler (Produzent) - Larry McIntire (Tontechniker) |

Nach dem Streit um Rock Around the Clock mit Dave Miller arrangierte Myers einen neuen Plattenvertrag mit einem der Major-Labels der USA, Decca Records. Am 1. April unterzeichnete Haley seinen Decca-Vertrag, und bereits kurze Zeit später sollte die erste Session stattfinden.
Für den 12. April 1954 war der erste Aufnahmetermin bei Decca Records, New York, angesetzt. Ab 11:00 Uhr hatte Haleys neuer Produzent, Milt Gabler, bewusst für 6 Stunden den großen Ballsaal des Pythian Temple auf der 70th Street im ersten Stock reservieren lassen, um mit Bill Haley & His Comets die ersten beiden Songs einzuspielen. Gabler wusste, dass Haley seinen ersten, für die A-Seite vorgesehenen Titel Thirteen Women (geschrieben von Dickie Thompson) noch nicht kannte. Ihm schwebte vor, für diese Aufnahme Bill Haley am Jump Blues des ebenfalls bei Decca unter Vertrag stehenden Louis Jordan zu orientieren, und das musste die Band vor Aufnahmebeginn zunächst einmal umsetzen und einstudieren.
Aber die neue Partnerschaft zwischen Decca Records und Bill Haley, die in den nächsten drei Jahren Decca einen bis dahin unvorstellbaren weltweiten Plattenumsatz in zweistelliger Millionenhöhe einbringen sollte, schien bereits beendet, bevor sie richtig begann. Ab 11 Uhr standen an diesem 12. April 1954 Gabler mit seinem Aufnahmetechniker Larry McIntire, der Session-Schlagzeuger Billy Gussak, der Haleys Schlagzeuger Dick Richards vertreten musste, sowie Jimmy Myers am Fenster des Aufnahmestudios und warteten auf die Musiker bereits über vierzig Minuten. Ein Fiasko schien sich für Myers & Co. anzubahnen. Milt Gabler fuhr Jimmy Myers ziemlich ungehalten an: „Wo verdammt nochmal bleiben die? Gibt’s in Chester keine Telefone? Warum haben die Idioten nicht wenigstens angerufen?“ Endlich die für alle erlösende Nachricht aus dem Decca-Büro: Bill Haley hatte über zwei Stunden mitsamt Musikern, Ausrüstung und Wagen auf der Chester-Bridgeport-Fähre ausharren müssen, die auf einer Sandbank im Delaware-Fluss steckengeblieben war. Nach Eintreffen der Haley-Band in New York konnte es mit zweistündiger Verspätung um 13:00 Uhr endlich losgehen. Knapp drei Stunden Zeit blieb der Haley-Gruppe noch für die zwei vorgesehenen Titel, dabei mussten sie den Haupttitel Thirteen Women erst noch nach Gablers Anweisungen üben. „Ich arrangierte den Song nach den Swing-Riffs, die bei Louis Jordan genutzt wurden“, erinnerte sich Gabler später. Aber nach zwei Stunden und zwanzig Minuten waren sechs Takes von Thirteen Women eingespielt, die Playbacks einwandfrei, und Milt Gabler schien mit dem Ergebnis zufrieden.
Jimmy Myers, Bill Haley und den Comets zugewandt, erklärte Gabler anschließend sinngemäß: „Ich hoffe, ihr braucht für euren Song keinen besonderen Zeitaufwand, wir haben noch gerade mal vierzig Minuten und zwei Takes Zeit, das Ding einzuspielen.“ Hungrig und übermüdet schauten sich Haley und die Comets an; nach all dem Stress und der Aufregung des Tages für die Musiker ein fast unmögliches Unterfangen. Ein weiteres Handicap schien der Ausfall von Art Ryerson, Haleys aktuellem Studio-Gitarristen zu sein, der für diesen Tag schon einen Aufnahmetermin bei Mitch Miller, Columbia Records, zugesagt hatte und Haley absagen musste. Aber Bill Haley hatte Glück, in letzter Minute konnte er als Ersatz Danny Cedrone für den Aufnahmetag gewinnen, der mit den Comets allerdings nach den 1952 produzierten Rockabilly-Titeln Rock the Joint und Rocking Chair on the Moon nicht mehr im Studio stand. Johnny Grande, Haleys Pianist und Arrangeur, beriet mit Bill Haley kurz die musikalische Linie für die Aufnahme; vor allem die Entscheidung über ein Gitarrensolo für den Song war noch offen. Danny Cedrone war skeptisch; die verbleibende knappe Zeit ließ ein neues Einspielen und Abstimmen mit der Band nicht mehr zu. In dieser Situation machte Marshall Lytle Bill Haley und Danny Cedrone den Vorschlag, doch das Rock the Joint-Solo zu wiederholen. D’Ambrosio bestärkte Cedrone und Haley: „Keiner hat jemals ‚Rock the Joint‘ gehört, es hat dieselbe Tonart!“ So geschah es dann, und dieses Gitarrensolo sollte gut ein Jahr später maßgeblich zum Welterfolg dieses Songs beitragen.

Bill Haley & His Comets – (We’re Gonna) Rock Around the Clock

Nach der ersten Aufnahme und dem Playback kam dann das nächste Problem. Bill Haleys Stimme war in der Lautstärke der instrumentalen Aufnahme untergegangen, und es waren nur noch knappe 15 Minuten, dann mussten sie das Studio verlassen. Da entschied Gabler nach kurzer Beratung mit Bill Haley, im letzten Take die Aufnahme zu wiederholen; Tontechniker Larry McIntire sollte dabei aber nur Bill Haleys Stimme mitschneiden. Nach diesem Take war der Aufnahmetag für die Beteiligten beendet, und ohne die präzise und gute Arbeit von Larry McIntire am Mischpult tags darauf wäre Rock Around the Clock sicherlich ebenso wie die A-Seite Thirteen Women nach kurzer Zeit vollständig in Vergessenheit geraten.
Um das Mastertape zu produzieren, mischte er das im zweiten Take aufgenommene Solo Bill Haleys so exzellent mit der von Haleys Stimme befreiten Instrumentalaufnahme, dass dieser Song ein Jahr später zum Welthit wurde. In der Produktion wurde anschließend der Clock-Song als Foxtrott deklariert und als B-Seite des Hauptliedes Thirteen Women am 15. Mai 1954 veröffentlicht, und zwar als 45rpm- und gleichzeitig als 78rpm-Single. Noch in der Mai-Ausgabe des Billboard-Magazins als Foxtrott vorgestellt, erreichte die Single Platz 23 der Popcharts und verkaufte innerhalb kurzer Zeit 75.000 Exemplare. Decca war damit nicht unzufrieden; dies war immerhin das Verkaufsniveau bei Haleys letzter Plattenfirma Essex Records. Aber bereits nach einer Woche war Thirteen Women wieder aus den Charts verschwunden und damit auch Rock Around the Clock, da sich damals Radiostationen und DJs mit den B-Seiten veröffentlichter Aufnahmen kaum beschäftigten und in der Regel auch nicht spielten. Der Clock-Song war jedoch bei den echten Haley-Fans schon damals ein Geheimtipp, nicht zuletzt wegen Bill Haleys dynamischen Songbeginns. So auch bei Peter Ford, Sohn des Filmschauspielers Glenn Ford, der damals die Hauptrolle im MGM-Film Blackboard Jungle spielte.

## Durchbruch zum Welterfolg
Zufällig hörte nämlich der Regisseur Richard Brooks, der während einer Drehpause zum amerikanischen Jugend-Revolte-Movie Blackboard Jungle (deutscher Titel Die Saat der Gewalt) im Hause seines Hauptdarstellers Glenn Ford weilte, Peter Fords Haley-Single und war von der Dynamik der B-Seite von Thirteen Women sichtlich angetan. Sehr schnell erkannte er, dass dieses Lied für seinen neuen Film eine große Bereicherung wäre und entschied intuitiv, Rock Around the Clock im Vorspann und noch einmal als Hintergrundmusik am Ende des Films einzuspielen. Sofort setzte sich Richard Brooks mit Jimmy Myers und Milt Gabler von Decca-Records in Verbindung und staunte nicht schlecht, als er die Rechte für den Clock-Song für nur einen Dollar erwerben konnte. Gabler später lachend in einem Interview: „Ich hoffte, dass sie die enttäuschenden Umsätze aufbessern konnten!“ Der Film kam in den USA am 19. März 1955 in die Kinos. Er wurde ein Welterfolg, weil Rock Around the Clock und sein Thema die Jugend ansprach. Dank des Films Blackboard Jungle kletterte Rock Around the Clock am 14. Mai 1955 für über acht Wochen auf Platz eins der amerikanischen Charts. Rock Around the Clock war die erste echte Rock-&-Roll-Single, die eine Nummer-eins-Position in den US-amerikanischen Charts erreichte. Sie hielt sich sechs Monate, von Mai bis Oktober 1955, in den Charts. Bis zum Jahresende wurde sie sechs Millionen Mal verkauft, in der Folgezeit mit geschätzten über 25 Millionen verkauften Platten avancierte sie schließlich zum umsatzstärksten Pop-Hit. In Großbritannien war die Platte der erste Millionenseller überhaupt. Erst zwei Jahre später, im Oktober 1957, sollte Elvis Presley, nach seinen 56ern stilistisch eher weicheren Nr.-1-Hits wie Heartbreak Hotel, Don’t Be Cruel und Love Me Tender, mit einem rhythmisch aggressiven Rock-&-Roll-record Jailhouse Rock auf einer Nummer-1-Position in den US-Charts folgen.
Der Erfolg und die Auswirkungen des Songs auf die Jugend waren 1955 in den USA so überwältigend, dass die Filmgesellschaft Columbia sich entschloss, einen Spielfilm mit dem gleichen Titel Rock Around the Clock (Außer Rand und Band) zu produzieren. Er lief in den USA am 21. März 1956 in den Kinos an, machte den Rock ’n’ Roll weltweit populär und sorgte mit dem dreifachen Einsatz des Clock-Songs für konstante Verkaufszahlen dieses Welthits. In Deutschland war Rock Around the Clock die erste ausländische Schallplatte, die über eine Million Mal verkauft und mit einer Goldenen Schallplatte ausgezeichnet wurde. Sie kam im November 1955 in die deutschen Singlecharts, blieb für zwei Monate die Nummer eins und war fünf Monate lang in den Top 10 sowie 14,5 Monate in der Hitparade.

## Wirtschaftliches
Der ursprüngliche Titel der Komposition war We’re Gonna Rock Around the Clock Tonight!, später verkürzt zu (We’re Gonna) Rock Around the Clock und schließlich zu Rock Around the Clock. Der bei ASCAP urheberrechtlich registrierte Song erschien dort in 42 Cover-Versionen. Insgesamt wird geschätzt, dass der Song weltweit von etwa 10.000 Interpreten gecovert und etwa 200 Millionen Mal verkauft wurde. Nie erreichte jedoch eine Coverversion – auch keine von Bill Haleys anschließenden Produktionen – die musikalische Qualität, die die Decca-Aufnahme zu bieten hat.